# Wateringbury
Wateringbury is een civil parish in het bestuurlijke gebied Tonbridge and Malling, in het Engelse graafschap Kent met 2104 inwoners.

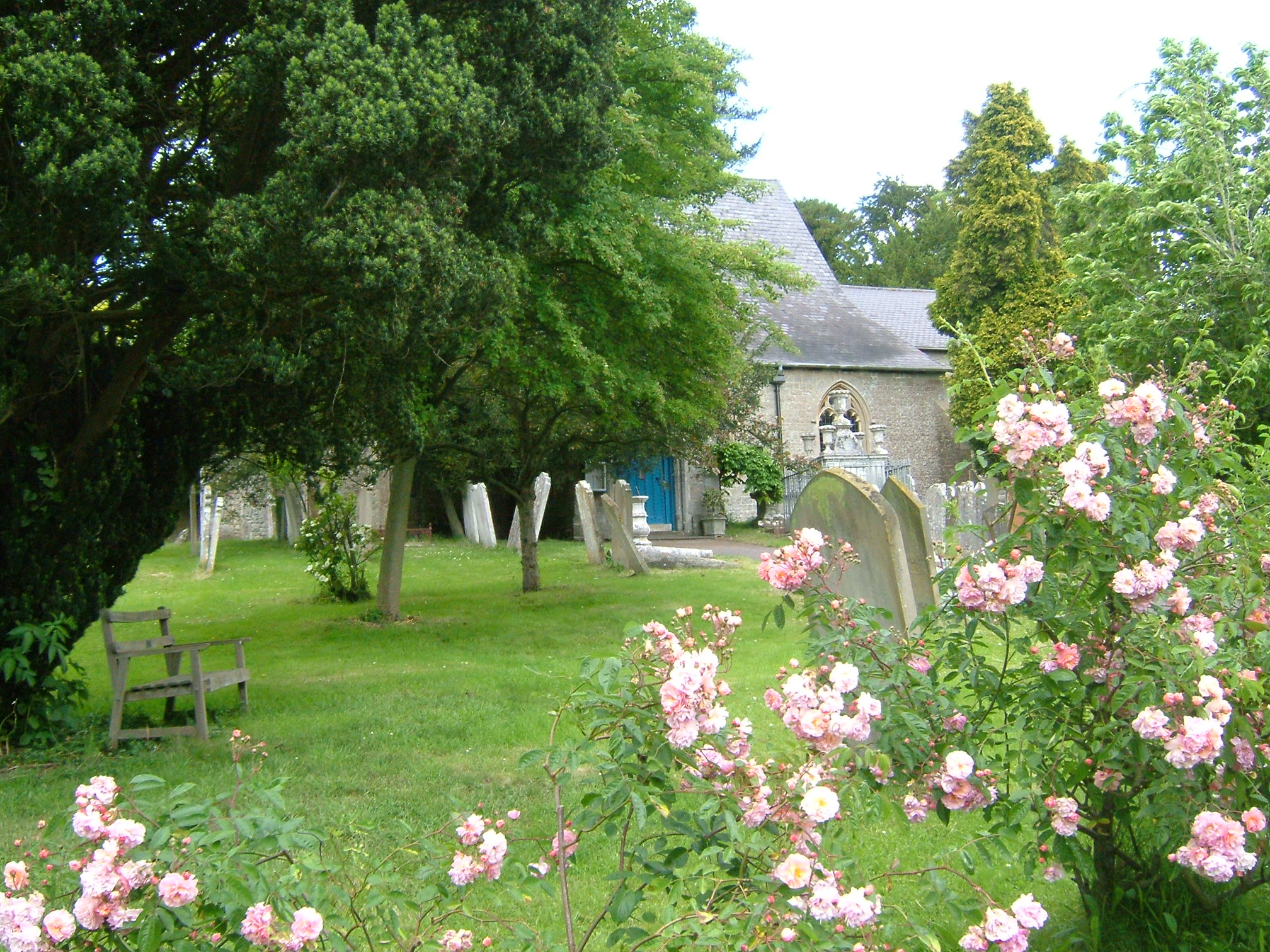